# Uschi Reich

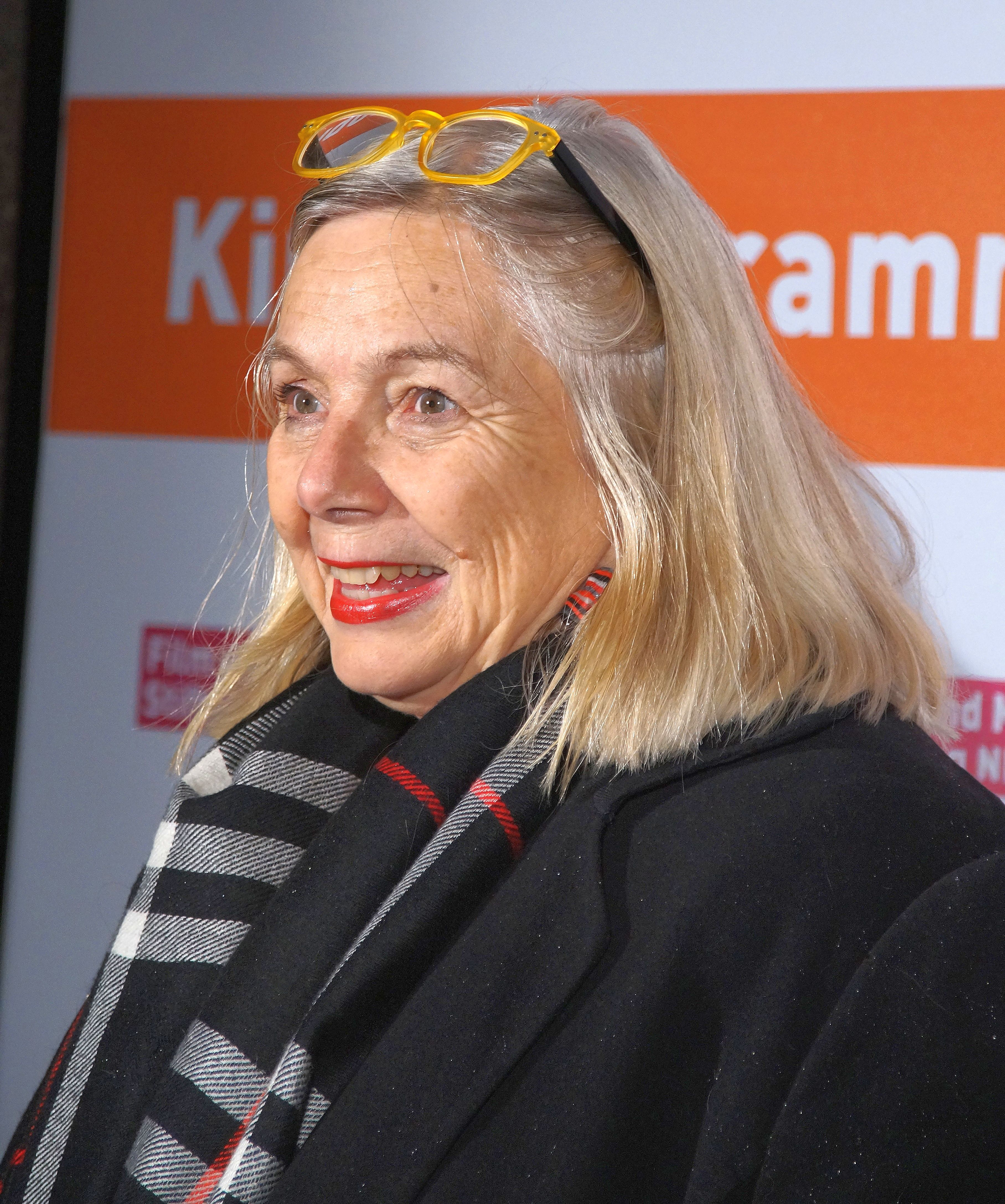
Uschi Reich beim NRW-Kinoprogrammpreis, November 2016, Köln

Uschi Reich (* 1. Januar 1949 in Kempten (Allgäu)) ist eine deutsche Filmproduzentin.

## Leben und Wirken
Reich studierte 1968 bis 1972 an der Hochschule für Fernsehen und Film München und wirkte danach als freie Autorin und Regisseurin. Ab 1987 war sie Chefdramaturgin für über zweihundert Folgen der Serie Marienhof. Seit 1997 ist sie Geschäftsführerin der Bavaria Filmverleih und Produktions GmbH.
Uschi Reich produzierte Kinder- und Jugendfilme wie Pünktchen und Anton, Emil und die Detektive, Bibi Blocksberg, Das fliegende Klassenzimmer, Schule und Kammerflimmern.

## Filme
- 1995: Vater wider Willen (Fernsehserien)
- 1996: Es geschah am hellichten Tag (TV)
- 1996: Charley’s Tante (TV)
- 1996: Das Mädchen Rosemarie (TV)
- 1996: Die Halbstarken (TV)
- 1997: Die drei Mädels von der Tankstelle
- 1998: Frau Rettich, die Czerni und ich
- 1999: Pünktchen und Anton
- 2000: Schule
- 2001: Emil und die Detektive
- 2002: Bibi Blocksberg
- 2002: Was ist bloß mit meinen Männern los? (TV)
- 2003: Die Klasse von '99 – Schule war gestern, Leben ist jetzt
- 2003: Das fliegende Klassenzimmer
- 2004: Bibi Blocksberg und das Geheimnis der blauen Eulen
- 2004: Kammerflimmern
- 2005: Die Wilden Hühner
- 2005: Schiller (TV)
- 2006: TKKG – Das Geheimnis um die rätselhafte Mind-Machine
- 2007: Die Wilden Hühner und die Liebe
- 2008: Buddenbrooks
- 2008: Im Winter ein Jahr
- 2008: Die Wilden Hühner und das Leben
- 2009: Summertime Blues
- 2009: Dornröschen
- 2010: Hier kommt Lola!
- 2011: Als der Weihnachtsmann vom Himmel fiel
- 2011: Die Sterntaler
- 2013: Der Geschmack von Apfelkernen
- 2017: Das doppelte Lottchen (TV)

## Auszeichnungen
- 2001: Der weiße Elefant (Kinder-Medien-Preis) als Produzentin von Emil und die Detektive und Pünktchen und Anton
- 2002: Bayerischer Filmpreis für Bibi Blocksberg
- 2006: Herbert-Strate-Preis
- 2009: Bayerischer Verdienstorden
- 2010: Der weiße Elefant (Kinder-Medien-Preis) als Produzentin von Hier kommt Lola!